# Kashim Shettima
Kashim Shettima Mustapha, né le 2 septembre 1966 à Maiduguri, est un banquier, économiste et homme d'État nigérian. Shettima est gouverneur de l'État de Borno de 2011 à 2019, puis sénateur de 2019 à 2023. Ses mandats de gouverneur sont marqués par l'insurrection de Boko Haram qui se déroule en grande partie dans son État.
Lors de l'élection présidentielle de février 2023, Shettima est élu au poste de vice-président, sur le même ticket que Bola Tinubu qui devient président. Il est investi vice-président en mai 2023.

## Carrière politique
En février 2019, Kashim Shettima est candidat au poste de sénateur de la circonscription « centre » de l'État de Borno (en) pour le Congrès des progressistes (APC). Il est facilement élu et remplace Babakaka Bashir,.
En 2022, Shettima est choisi par l'APC pour être le candidat à la vice-présidence lors de l'élection présidentielle de 2023, sur le même ticket que Bola Tinubu.
Shettima est élu à la vice-présidence en février 2023 et investi le 29 mai.

## Vie privée
Shettima est musulman.